# Манчуленко Георгій Манолійович
Георгій Манолійович Манчуленко (нар. 20 березня 1963, Митків, Заставнівський район, Чернівецька область) – борець за незалежність України у ХХ столітті згідно з Законом України «Про правовий статус та вшанування пам'яті борців за незалежність України у ХХ столітті» № 314-VIII від 9 квітня 2015 року, український політик, громадський діяч, спеціаліст у сфері національної безпеки і оборони. Освіта вища.  
Член президії Федерації авіаційного спорту України; перший заступник голови Спілки офіцерів України (СОУ, з червня 2003 до 2006 року); член ЦК Товариства сприяння обороні (ТСО) України (2005 – 2008 роки); почесний віце-президент Федерації мотоспорту України.  
Українець.   
Батько Манолій Георгійович Манчуленко (29.03.1920 – 28.07.1985), мати Марія Маноліївна Манчуленко (15.08.1928 – 12.01.2009).   
Дружина Галина Ярославівна Манчуленко – хімік; дочка Оксана Георгіївна Манчуленко.  

## Життєпис
На відмінно закінчив Вікнянську СШ (1980 рік), потім – технічне училище №3 в Чернівцях (1981 рік, диплом з відзнакою, слюсар контрольно-вимірювальних приладів і автоматики III розряду);   
Чернівецький державний університет: інженерно-оптичний факультет (1981 – 1987 роки), інженер-оптик-дослідник; юридичний факультет (1992 – 1997 роки, заочно), юрист-правознавець.  
- 05 – 09.1987 – інженер-технолог заводу «Гравітон», м. Чернівці.
- 10.1987 – 11.1989 – служба у ЗС СРСР (за власним бажанням), командир взводу повітряно-десантних військ; полковник юстиції у відставці.
- 02.1990 – 06.1991 – інженер-технолог заводу «Гравітон».
- 06.1991 – 10.1993 – заступник голови секретаріату, голова управи, заступник голови Чернівецької крайової організації НРУ.
- 10.1992 – 04.1994 – заступник начальника регіонального відділення Фонду державного майна України в Чернівецькій області, завідувач відділу у справах роздержавлення власності та демонополізації виробництва Чернівецької облдержадміністрації.

Народний депутат України 2-го скликання з квітня 1994 (2-й тур) до квітня.1998 року, Заставнівський виборчий округ № 435, Чернівецька область, висунутий виборцями. Член Комітету в закордонних справах і зв'язках з СНД, член Оргкомітету з підготовки та участі національної збірної команди України з авіаційних видів спорту у І Всесвітніх авіаційних іграх 1997 року в Туреччині. Член фракції НРУ.   
Народний депутат України 3-го скликання (березень 1998 – квітень 2002) від НРУ, № 30 у списку. На час виборів: народний депутат України, член НРУ. Член фракції НРУ (з травня 1998 року; з квітня 2000 – фракція УНР); член Комітету з питань національної безпеки і оборони (з липня 1998 року), заступник голови Тимчасової слідчої комісії ВР України з перевірки фактів незаконної торгівлі зброєю і військовим майном та їх незаконної передачі в інші країни у період 1997 – 1998 років.  
Був керівником парламентської групи «Україна – Австрія» (до квітня 1998 року), член парламентських груп «Україна – Німеччина» та «Україна – Росія» (червень 1998 – квітень 2002).   
Народний депутат України 4-го скликання з квітня 2002 до квітня 2006 року, виборчий округ № 203, Чернівецька область, висунутий Виборчим блоком політичних партій «Блок Віктора Ющенка «Наша Україна». За – 24,61%, 13 суперників. На час виборів: народний депутат України, член РУХу (УНР). Член фракції «Наша Україна» (травень 2002 – березень 2005), член фракції УНП (з березня 2005 року), секретар Комітету з питань національної безпеки і оборони (з червня 2002 року).    
З 9 по 14 липня 2004 року в складі Оперативної групи Міністерства оборони України перебував у Лівані для ознайомлення з діяльністю 3-го окремого інженерного батальйону Збройних Сил України (ЗСУ), який в Місії тимчасових сил ООН у Лівані виконував розмінування території на півдні країни та проводив відповідні інженерні роботи. Особисто зустрічався з командувачем Місії.    
З 5 по 9 серпня 2004 року перебував у Косово (колишня Югославія) з інспекцією несення служби українськими військовиками в складі ПолУкрбату, який входив до міжнародних сил KFOR, створених рішенням Ради Безпеки ООН для забезпечення стабільності у цьому краї після війни за незалежність колишніх югославських республік. 
В січні 2005 року, включно з Різдвом Христовим, знаходився у Іраку, де знайомився зі службою українського військового миротворчого контингенту (в зоні його дислокації), що належав до складу багатонаціональних сил (мав зустріч з їхнім командуванням) задля демократичного облаштування цієї країни після повалення режиму Саддама Хусейна. 
У березні 2006 року – кандидат в народні депутати України від Українського народного блоку Костенка і Плюща, № 18 у списку. На час виборів: народний депутат України, член УНП.   
Член Української Гельсінської спілки (УГС, з листопада 1989 року).  
Член НРУ (грудень 1989 – травень 1999), стояв біля витоків НРУ на Буковині. Голова Чернівецької крайової організації НРУ (жовтень 1993 – березень 1999), член Центрального проводу НРУ (грудень 1995 – березень 1999). Член РУХу (УНР) (грудень 1999 – січень 2003), член Центрального проводу РУХу (УНР) (з грудня 1999 року).  
Член Центрального проводу та Правління УНП (з січня 2003 року); голова Чернівецької обласної організації УНП (квітень 2003 – березень 2007).  
Голова Чернівецької обласної організації політичної партії «За Україну!» (2010 – 2012 роки).  
Один із засновників СОУ і Буковинського коша ГО «Українське козацтво».   
Влітку 1990 року в рамках загальноукраїнської акції «Дзвін-90» очолював похідну групу активістів, котра проводила агітацію за незалежність України у населених пунктах Заставнівського та Хотинського районів Чернівецької області.   
Заступник голови першої національної експедиції «Україна – Північний полюс – 2000» (15 квітня 2000 року здійснив парашутний стрибок на дрейфуючу крижину Північного полюсу).   
Розробник майже всіх законів, що регулюють діяльність у сфері національної безпеки і оборони України, в т. ч. РНБО, Міністерства оборони, ЗСУ, СБУ, Держспецзв'язку, Держприкордонслужби, Служби зовнішньої розвідки.   
В Законі «Про основи національної безпеки України» вперше запровадив норму про необхідність існування Стратегії національної безпеки України.   
Добився прийняття Закону «Про розвідувальні органи України», який узаконив існування воєнної розвідки та вперше визначив правові норми (на рівні закону, а не підзаконних актів) функціонування всього розвідувального співтовариства України.   
До Закону «Про боротьбу з тероризмом» вніс новації щодо застосування ЗСУ у антитерористичних операціях (без ЗСУ АТО на Донбасі була б неможливою).   
Розробив й офіційно передав Президенту України Концепцію підвищення ролі високомобільних родів військ (спецпризначення, повітряно-десантних, морської піхоти) і створення Сил спеціальних операцій (ССО, закрита тематика, 2001 рік), яка до цього часу в повному обсязі не реалізована, а ССО ЗСУ влада почала створювати лише у 2016 році, згаявши 15 дорогоцінних років.    
Переконаний прихильник вступу України до НАТО та ЄС.    
В лавах КПРС не перебував. Активіст громадської ініціативи «Третя Українська Республіка» та ВО «Майдан». Блоґер.   
Продовжує займатися громадсько-політичною діяльністю. Був у жорсткій опозиції до радянської влади (з кінця 1989 року, після служби в ЗС СРСР, боровся за українську державність), влади часів Л. Кравчука, режиму Л. Кучми і В. Януковича.   
Активіст двох Майданів – Помаранчевої революції (2004 рік) та Революції Гідності (2013 – 2014 роки). З першого дня діяв на Євромайдані, зокрема і в найтрагічніші київські дні лютого 2014 року.    
Захоплення: футбол, парашутний спорт, стрільба зі стрілецької зброї, силові єдиноборства.

## Нагороди і відзнаки
Медаль «70 лет ВС СССР» (02.1988).   
Медаль СОУ «За заслуги» (06.1997).   
Відзнака Української стрілецької громади Канади «Лицарський хрест заслуги» (1997).   
Диплом учасника багатонаціональних навчань «Морський бриз-98» (10.1998).   
Відзнака першого командувача ВМС ЗСУ – офіцерський кортик (04.1999).   
Відзнака Міністерства оборони України «Холодна зброя» – кортик офіцерський (03.2000).   
Відзнака командувача Сухопутними військами ЗСУ – нагрудний знак «Сухопутні війська України» (05.2000).   
Нагрудний знак «Десант» та сертифікат про участь у багатонаціональних навчаннях «Щит миру-2000» із бойовим десантуванням (07.2000).   
Відзнака Міністерства оборони України «Доблесть і честь» (08.2000).   
Орден «За заслуги» III ступеня (04.2001).   
Ордени «Козацький Хрест» (04.2001), «Козацький Хрест з мечами» (01.2003) .   
Грамота СОУ (03.2001).   
Грамота ТСО України (08.2001).   
Нагрудний знак «10 років аеромобільним військам Сухопутних військ Збройних Сил України» (08.2002).   
Подяка Державного комітету у справах охорони державного кордону України (02.2003).   
Почесна Грамота Верховної Ради України «За особливі заслуги перед Українським народом» (03. 2003).   
Відзнака Міністерства оборони України «Вогнепальна зброя» (01.2005).   
Відзнака Головного управління розвідки Міністерства оборони України «Почесна відзнака» (02.2005).   
Відзнака Міністерства оборони України «Знак пошани» (04.2006).   
Відзнака СОУ «Хрест заслуги» (05.2006).   
Відзнака Міністерства оборони України – медаль «15 років Збройним Силам України» (10.2006).   
Відзнака Головного управління розвідки Міністерства оборони України – медаль «15 років воєнної розвідки України» (08.2007).   
Почесна грамота Чернівецької облдержадміністрації та Чернівецької обласної ради і наручний годинник «За вагомий особистий внесок у здобутті, розбудові та утвердженні незалежної України і з нагоди 20-річчя Народного Руху України за перебудову» (09.2009).    
Благодійність
Благодійний внесок на видання енциклопедії «Києво-Могилянська Академія в іменах»; 
благодійний внесок на побудову пам’ятника гетьману Петру Сагайдачному в Києві; 
благодійний внесок на підтримку дітей-сиріт та дітей, що позбавлені батьківського піклування (акція «Сотвори добро»), м. Чернівці; 
благодійний внесок до Благодійного фонду соціального захисту ветеранів Великої Вітчизняної війни м. Києва; 
благодійний внесок на будівництво пам’ятника В'ячеславу Чорноволу в м. Золочів Львівської області; 
благодійний внесок на будівництво храму УПЦ КП в с. Іспас Вижницького району Чернівецької області; 
благодійний внесок до парафії Святого великомученика і цілителя Пантелеймона Хмельницько-Кам’янець-Подільської єпархії УПЦ КП. 